# Adjuntas (plaats)
Adjuntas is een plaats (zona urbana) in het Amerikaanse unincorporated territory Puerto Rico, en valt bestuurlijk gezien onder gemeente Adjuntas.

## Demografie
Bij de volkstelling in 2000 werd het aantal inwoners vastgesteld op 4980.

## Geografie
Volgens het United States Census Bureau beslaat de plaats een oppervlakte van 2,0 km², geheel bestaande uit land. Adjuntas ligt op ongeveer 492 m boven zeeniveau.

## Plaatsen in de nabije omgeving
De onderstaande figuur toont nabijgelegen plaatsen in een straal van 44 km rond Adjuntas.